# Серафима (Чёрная)
Игумения Серафима (в миру Варвара Васильевна Чёрная; 30 июля (12 августа) 1914 года, Санкт-Петербург, Российская империя — 16 декабря 1999 года, Москва, Россия) — советский учёный-химик, инженер, монахиня. Настоятельница московского Новодевичьего монастыря 1994—1999.

## Семья
- Отец — Василий Августович Резон — выпускник Александровского лицея (IX кл, серебряная медаль); служил в статс-секретариате Великого княжества Финляндского. Пропал без вести во время Первой мировой войны.
- Мать — Леонида Леонидовна Чичагова (1883—1963), по профессии медицинская сестра, в 1953 году поступила в Пюхтицкий Успенский женский монастырь, где приняла монашество с именем Серафима.
- Дед — Леонид Михайлович Чичагов, митрополит, бывший Ленинградский и Гдовский, (с 1933 года на покое) Серафим (Чичагов); в 1997 году прославлен в лике святых священномучеников Русской Православной Церкви.
- Дед — Резон, Август Карлович
- Муж — Николай Валентинович Чёрный (?—1983), искусствовед.

## Образование
Когда Варвара перешла в девятый класс, её школу "девятилетку" вдруг переименовали в нефтехимический техникум. Так, став в 1929 году студенткой Московского нефтехимического техникума она проучилась в нем до 1931 года, но была вынуждена из-за трудного материального положения семьи уйти с третьего курса техникума и устроиться лаборантом в Военно-химическую академию, а затем в лабораторию Института органической химии Академии Наук СССР.
В 1933 году параллельно со своей работой Варя подала заявление на поступление в Московский Институт тонкой химической технологии: там было вечернее отделение, позволявшее совмещать работу днём с учёбой вечером. К тому же в институте платили стипендию.
Кандидат химических наук (1951 год), доктор технических наук (1970 год), профессор (1972 год).

## Научная и инженерная деятельность
- 31 марта 1939 года Варвара Васильевна была назначена на должность инженера в лабораторию завода «Каучук».
- В мае 1942 года её перевели в технический отдел старшим инженером.
- С мая 1944 года стала начальником технического отдела.
- С марта 1961 года работала на кафедре технологии производства технических волокон Московского текстильного института.
- С сентября 1946 года она начала работать в Научно-исследовательском институте резиновой промышленности (НИИРП). За участие в разработке элементов скафандра космонавта Варваре Васильевне была присуждена Государственная Премия СССР. Создатель новой отрасли резинового производства — латексной технологии.
- В мае 1964 года была переведена в Научно-исследовательский институт резиновых и латексных изделий. Начав с должности главного химика этого института, она в течение 16 лет — с 1966 по 1982 гг. — была заместителем директора института по научной работе. Проработала в институте до 1986 года, когда ушла на пенсию.

## Церковная жизнь
С детства была воспитана в православной вере. В юности значительное влияние на неё оказал дед, которого она почти ежедневно навещала во время его проживания в Москве (1933—1934). Затем в 1936—1937 годах, будучи студенткой вечернего факультета института, жила в его доме близ станции Удельная — до ареста митрополита Серафима. Вспоминала, что по вечерам «дедушка садился за фисгармонию — с ней он никогда не расставался — и играл или сочинял духовную музыку, а я сидела на диване, смотрела на него или читала и ощущала благодать, от него исходящую».
С 1986 года в течение шести лет несла послушание за свечным ящиком в московской церкви во имя пророка Божия Илии, что в Обыденном переулке, где находится образ Спасителя, написанный её дедом. Параллельно у себя на дому вела православные семинары с участием столичной интеллигенции.

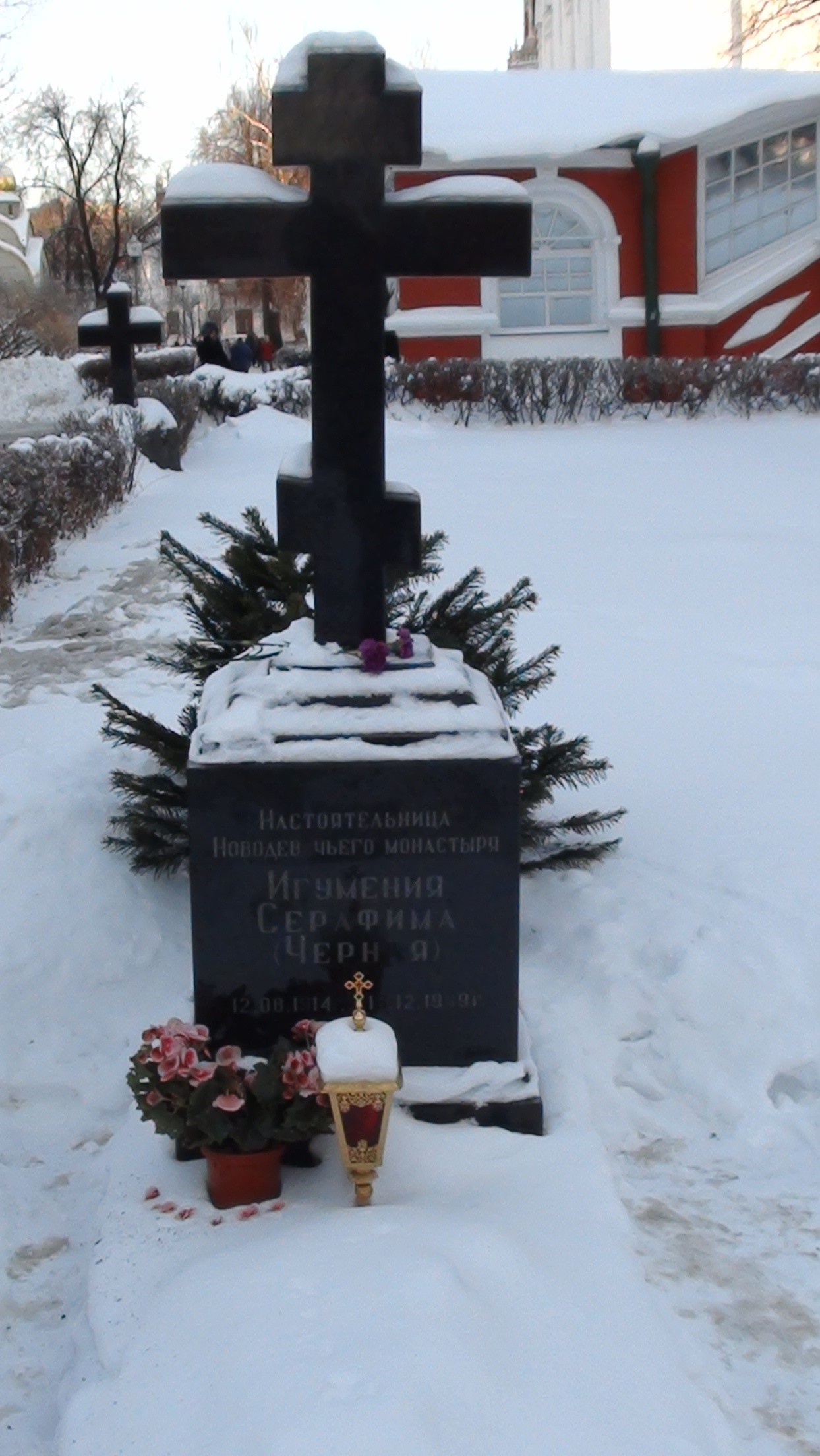
Памятник на могиле Серафимы (Чёрной) в ограде Успенского храма Новодевичьего монастыря с северной стороны

Под руководством своего духовного наставника, митрополита Крутицкого и Коломенского Ювеналия (Пояркова) занималась сбором и публикацией материалов для канонизации её деда. В 1993 году выпустила в свет двухтомник трудов митрополита Серафима под названием «Да будет воля Твоя». Автор предисловия и сведений об участниках событий в современном (1995) издании книги «Дневник пребывания императора Александра II в Дунайской армии 1877—1878 г.», автором которой являлся будущий митрополит Серафим.
13 октября 1994 года в Успенском храме московского Новодевичьего монастыря митрополит Ювеналий совершил её монашеский постриг с именем Серафима в честь преподобного Серафима Саровского (иноческое имя было выбрано не случайно: так звали в монашестве её мать и тетку, и её деда и крёстного отца митрополита Серафима, способствовавшего, в своё время, прославлению в лике святых Серафима Саровского). 27 ноября 1994 года в том же храме возвёл её в игумении.
В 1994—1999 годах была настоятельницей Новодевичьего монастыря — первой после его возвращения Церкви.
При ней был введён монастырский устав, организован монашеский хор, создан шеститомный синодик для поминовения священнослужителей, монахинь и благоустроителей монастыря со дня его основания. Она постоянно заботилась о благолепии храмов (при ней было воссоздано внутреннее убранство храма святителя Амвросия Медиоланского, отреставрирован снаружи и внутри Успенский храм), о богослужении в монастыре, а также о двух монастырских подворьях. С приобретением ткацкого станка началось возрождение рукоделия в монастыре: ковроткачества, пошива и ремонта облачений. Были созданы иконописная и золотошвейная мастерские.
Внесла значительный вклад в сооружение храма-памятника Новомучеников и Исповедников Российских в Бутове, где в годы советской власти приводились в исполнение смертные приговоры, в том числе и в отношении священнослужителей (там же был расстрелян её дед, митрополит Серафим). Участвовала в составлении списка похороненных там жертв репрессий из числа духовенства.
По ходатайству игумении Серафимы и благодаря её поискам в исторических и церковных архивах летом 1999 года Патриарх Алексий II благословил возобновить молитвенное почитание (в лике местночтимых святых) схиигумении Елены (Девочкиной) — первой настоятельницы Новодевичьего монастыря.
Погребена в ограде Успенского храма Новодевичьего монастыря с северной стороны. В Успенском храме в 2000 году открыта её мемориальная комната-музей.

## Награды
Светские:
- Орден Трудового Красного Знамени;
- Орден Октябрьской Революции;
- 8 медалей за различные заслуги.
- Заслуженный деятель науки и техники РСФСР (1975 год);
- Лауреат Государственной премии СССР (1979 год) за разработку средств защиты от агрессивных и токсичных компонентов ракетных топлив.

Церковные:
- крест с украшениями (1997 год);
- Орден святой равноапостольной княгини Ольги II степени (1999 год).

## Сочинения
- Применение синтетических латексов и требования к ним. — Л.; М., 1953
- Применение синтетических латексов в производстве искусственной кожи. — М., 1959
- Производство резиновых изделий из латексов и перспективы его развития // Синтез латексов и их применение: Сб. — Л., 1961
- Состояние научно-исследовательских работ по созданию высотных радиозондовых оболочек // Радиозондовые оболочки: Сб. — Л., 1968
- Митрополит Серафим (Чичагов) // ЖМП. 1989. № 2
- Да будет воля твоя: Житие и труды священномученика Серафима (Чичагова). — М., 2006.